# Élections générales équatoriennes de 2017
Les élections générales de 2017 se tiennent le 19 février 2017 (premier tour) et le 2 avril 2017 (second tour) en Équateur pour élire le président de la République, le vice-président de la République, les 5 représentants au Parlement andin ainsi que les députés à l'Assemblée nationale pour la période 2017-2021. Dans le même temps un référendum porte sur l'interdiction des placements dans les paradis fiscaux pour les fonctionnaires.

## Élection présidentielle
L'élection présidentielle se tient le 19 février 2017 pour élire le président de la République et le vice-président de la République pour la période 2017-2021.

## Système électoral
Le président de la République est élu au scrutin uninominal majoritaire à deux tours. Un candidat peut néanmoins être élu au premier tour s'il recueille plus de 50 % des voix, ou si étant arrivé en tête il recueille plus de 40 % des voix avec un écart de plus de 10 % par rapport au candidat arrivé deuxième.
Si aucun candidat ne réunit ces conditions, un second tour est organisé entre les deux candidats arrivés en tête, et celui réunissant le plus de suffrages est déclaré élu.

### Calendrier électoral
La campagne électorale se déroule du 3 janvier au 16 février, le premier tour a lieu le 19 février et le second tour le 2 avril.

### Résultats

Candidat arrivé en tête lors du 1er tour par province :
Lenín Moreno
Guillermo Lasso

Candidat arrivé en tête lors du par province :
Lenín Moreno
Guillermo Lasso

| Candidat                          | Candidat                          | Parti                                | 1er tour   | 1er tour | 2d tour    | 2d tour |
| Candidat                          | Candidat                          | Parti                                | Voix       | %        | Voix       | %       |
| --------------------------------- | --------------------------------- | ------------------------------------ | ---------- | -------- | ---------- | ------- |
|                                   | Lenín Moreno                      | Alianza País                         | 3 372 721  | 39,08    | 5 032 751  | 51,16   |
|                                   | Guillermo Lasso                   | Mouvement CREO                       | 2 451 625  | 28,41    | 4 806 008  | 48,84   |
|                                   | Cynthia Viteri                    | Parti social-chrétien                | 1 401 295  | 16,24    |            |         |
|                                   | Paco Moncayo                      | Acuerdo Nacional por el Cambio       | 588 333    | 6,82     |            |         |
|                                   | Abdalá Bucaram Pulley             | Fuerza Ecuador                       | 408 800    | 4,74     |            |         |
|                                   | Iván Espinel Molina               | Fuerza Compromiso Social             | 275 139    | 3,19     |            |         |
|                                   | Patricio Zuquilanda Duque         | Parti société patriotique 21 janvier | 66 559     | 0,77     |            |         |
|                                   | Washington Pesántez               | Movimiento Unión Ecuatoriana         | 66 071     | 0,77     |            |         |
|                                   |                                   |                                      |            |          |            |         |
| Votes blancs et invalides         | Votes blancs et invalides         | Votes blancs et invalides            | 1 022 812  | —        | 737 600    | —       |
| Total                             | Total                             | Total                                | 10 470 174 | 100      | 10 577 982 | 100     |
| Nombre d'inscrits / participation | Nombre d'inscrits / participation | Nombre d'inscrits / participation    | 12 826 928 | 81,63    | 12 816 698 | 82,98   |

### Répartition des suffrages au second tour
| Lenín Moreno (51,16 %) |  |  | Guillermo Lasso (48,84 %) |
| ▲                      |  |  |                           |
| Majorité absolue       |  |  |                           |

## Élections législatives
Les élections législatives se tiennent le 19 février 2017 pour élire les 137 membres de l'Assemblée nationale et les 5 représentants au Parlement andin.

### Système électoral
L'Assemblée nationale (Asamblea Nacional) est élue pour un mandat de quatre ans et se compose de 137 députés élus selon un mode de scrutin mixte :
- 116 sièges sont pourvus au scrutin uninominal majoritaire à un tour dans autant de circonscriptions
- 15 sièges sont pourvus au Scrutin proportionnel plurinominal entre les listes de candidats dans une unique circonscription nationale.
- 6 sièges des représentants des équatoriens de l'étranger sont pourvus dans trois circonscriptions plurinominales de deux sièges chacune[3].

Le vote est obligatoire de 18 à 65 ans.

### Résultats
| Parti | Parti                                | Sièges |
| ----- | ------------------------------------ | ------ |
|       | Alianza País                         | 74     |
|       | Mouvement CREO-Suma                  | 34     |
|       | Parti social-chrétien                | 15     |
|       | Pachakutik                           | 4      |
|       | Parti de la gauche démocratique      | 4      |
|       | Parti société patriotique 21 janvier | 2      |
|       | Équateur Vigueur                     | 1      |
|       | Autres                               | 3      |
| Total | Total                                | 137    |

## Référendum
La proposition du président sortant Rafael Correa d'interdire aux fonctionnaires de posséder des biens et avoirs dans des paradis fiscaux est approuvée par plus de 55 % des votants. (résultats provisoires)